# خرة بردشان
خرة بردشان هي قرية في مقاطعة بيرانشهر، إيران. يقدر عدد سكانها بـ 79 نسمة بحسب إحصاء 2016.